# Mamadou Sylla
Mamadou Sylla (4 aprile 1975) è un ex calciatore senegalese, di ruolo difensore.

## Carriera

### Club
Ha sempre giocato nel campionato senegalese.

### Nazionale
Con la maglia della Nazionale ha partecipato alla Coppa d'Africa nel 2000.